# Центр (регион Португалии)
Центр (порт. Região Centro [ʁɨʒiˈɐ̃w̃ ˈsẽtɾu]) — экономико-статистический регион в центральной Португалии. Включает в себя округа Коимбра, Каштелу-Бранку, Лейрия, бо́льшую часть округов Авейру, Визеу, Гуарда, а также третью часть округа Сантарен. Территория — 28 405 км². Население — 2 327 755 человек (2011).

## География
Регион граничит:
- на севере — Север
- на востоке — Испания
- на юге — Лиссабон, Алентежу
- на западе — Атлантический океан

## Субрегионы
Регион включает в себя 12 экономико-статистических субрегиона:
- Байшу-Мондегу
- Байшу-Вога
- Бейра-Интериор-Норте
- Бейра-Интериор-Сул
- Кова-да-Бейра
- Дан-Лафойнш
- Медиу-Тежу
- Уэшти
- Пиньял-Интериор-Норте
- Пиньял-Интериор-Сул
- Пиньял-Литорал
- Серра-да-Эштрела

## Крупнейшие города
- Коимбра
- Авейру
- Гуарда
- Каштелу-Бранку
- Визеу
- Лейрия